# I Am... Yours: An Intimate Performance at Wynn Las Vegas
I Am... Yours: An Intimate Performance at Wynn Las Vegas – koncertowe CD, DVD i Blu-ray amerykańskiej piosenkarki R&B Beyoncé Knowles, wydane w 2009 roku.
Materiał stanowi zapis koncertu artystki, który odbył się 2 sierpnia 2009 roku w Encore Theater w Las Vegas, w ramach jej światowej trasy I Am... Tour.
Suga Mama, zespół Beyoncé, przybył do hotelu na tydzień przed koncertem i poświęcał 10 godzin dziennie na próby, aby zmienić standardowy program dotychczasowych występów. Bowiem po raz pierwszy, wyłącznie na jeden wieczór, zmieniona została lista utworów. Większość z nich wykonana była akustycznie. Poza tym artystka śpiewała piosenki, które nigdy wcześniej nie były grane na żywo, w tym m.in.: „That’s Why You’re Beautiful” oraz „Resentment”. Beyoncé wystąpiła w nowych kostiumach zaprojektowanych dla niej przez Thierry’ego Muglera, który odpowiadał również za stroje podczas pozostałych koncertów. Projekt sceny także uległ zmianom – był prosty i elegancki. Z kolei do zespołu dołączyła nowa orkiestra.
Z pojemnością mniejszą niż 1.500 miejsc, Encore Theater był najmniejszym i najbardziej kameralnym obiektem, w którym Knowles wystąpiła podczas trasy I Am... Tour. Koncert określony został jako sposób na większe zrozumienie Beyoncé jako wykonawczyni oraz jako człowieka.
Koncert ukazał się w trzech formatach. Pierwszy stanowi standardowe DVD z zapisem całego koncertu. Drugi, dostępny w większości krajów, to digipak złożony z DVD oraz dwóch dysków CD z wersją audio. Trzecim jest wydanie Blu-ray.
Koncert został wyemitowany przez telewizję ABC w Dzień Dziękczynienia 2010 roku, o godzinie 21:00.

## Lista utworów
Wydania DVD i Blu-ray obejmują cały koncert (podzielony na dwie części) oraz ponad 15 minut materiału zza kulis. Z kolei dwudyskowe CD składa się z wyłącznie zapisu audio, podzielonego na te same części, co DVD i Blu-ray.
| Część pierwsza 1. „Hello Introduction” 2. „Halo” 3. „Irreplaceable” 4. „Sweet Dreams” połączony z: - „Dangerously in Love 2” - „Sweet Love” 5. „If I Were a Boy” połączony z: - „California Love” - „You Oughta Know” 6. „Scared of Lonely” 7. „That’s Why You’re Beautiful” („That’s Why You’re Beautiful”, „The Beautiful Ones”) 8. „Satellites” 9. „Resentment” Część druga 1. „Déjà Vu” połączony z: - „It Don’t Mean A Thing (If It Ain’t Got That Swing)” - „Ornithology” 2. „Déjà Vu” 3. „I Wanna Be Where You Are” („I Wanna Be Where You Are”, „Welcome to Hollywood”) 4. Destiny’s Child – połączenie piosenek: - „No, No, No” - „Bug a Boo” (miks) - „Bills, Bills, Bills” - „Say My Name” - „Jumpin’, Jumpin’” - „Independent Women Part I” - „Bootylicious” - „Survivor” 5. „Work It Out” 6. „’03 Bonnie & Clyde” 7. „Crazy in Love” 8. „Naughty Girl” 9. „Get Me Bodied” 10. „Single Ladies (Put a Ring on It)” - Co się zdarzyło w Vegas (materiał zza kulis) | Dysk 1 1. „Hello Introduction” 2. „Halo” 3. „Irreplaceable” 4. „Sweet Dreams” połączony z: - „Dangerously in Love 2" - „Sweet Love” 5. „If I Were a Boy” połączony z: - „California Love” - „You Oughta Know” 6. „Scared of Lonely” 7. „That’s Why You’re Beautiful” („That’s Why You’re Beautiful”, „The Beautiful Ones”) 8. „Satellites” 9. „Resentment” 10. „Déjà Vu” połączony z: - „It Don’t Mean A Thing (If It Ain’t Got That Swing)” - „Ornithology” 11. „Déjà Vu” Dysk 2 1. „I Wanna Be Where You Are” („I Wanna Be Where You Are”; „Welcome To Hollywood”) 2. Destiny’s Child – połączenie piosenek: - „No, No, No” - „Bug a Boo” (miks) - „Bills, Bills, Bills” - „Say My Name” - „Jumpin’, Jumpin’” - „Independent Women Part I” - „Bootylicious” - „Survivor” 3. „Work It Out Sax Intro”/„Work It Out” 4. „’03 Bonnie & Clyde” 5. „Crazy In Love” 6. „Naughty Girl” 7. „Get Me Bodied” 8. „Single Ladies (Put a Ring on It)” (Electric Feel, „Single Ladies (Put a Ring on It)”, Hey Hey Heys) |

## Pozycje na listach
| Kraj              | Najwyższa pozycja | Certyfikat |
| ----------------- | ----------------- | ---------- |
| Belgia            | 10                |            |
| Meksyk            | 58                |            |
| Hiszpania         | 7                 |            |
| Szwecja           | 18                |            |
| Japonia           | 66                |            |
| Australia         | 13                | Platyna    |
| Stany Zjednoczone | 1                 | 2x Platyna |
| Holandia          | 4                 |            |

## Daty wydania
| Kraj              | Data              | Format  |
| ----------------- | ----------------- | ------- |
| Australia         | 20 listopada 2009 | CD/DVD  |
| Holandia          | 20 listopada 2009 | CD/DVD  |
| Holandia          | 12 grudnia 2009   | Blu-ray |
| Wielka Brytania   | 23 listopada 2009 | CD/DVD  |
| Stany Zjednoczone | 24 listopada 2009 | CD/DVD  |
| Stany Zjednoczone | 8 grudnia 2009    | Blu-ray |
| Japonia           | 25 listopada 2009 | CD/DVD  |
| Argentyna         | 24 listopada 2009 | DVD     |
| Włochy            | 27 listopada 2009 | CD/DVD  |
| Brazylia          | 1 grudnia 2009    | CD/DVD  |
| Tajlandia         | 22 grudnia 2009   | DVD     |